# Cyril Soyer
Cyril Soyer (ur. 30 października 1978) – francuski judoka. Uczestnik mistrzostw świata w 2003; brązowy medalista w drużynie w 2006. Startował w Pucharze Świata w latach 1997–2002, 2004–2006 i 2008. Wicemistrz Europy w 2001 i dwukrotny medalista w drużynie. Triumfator igrzysk wojskowych w 1999. Wygrał igrzyska frankofońskie w 2001 roku. Mistrz Francji w 1999, 2001 i 2006 roku.